# Декабристки

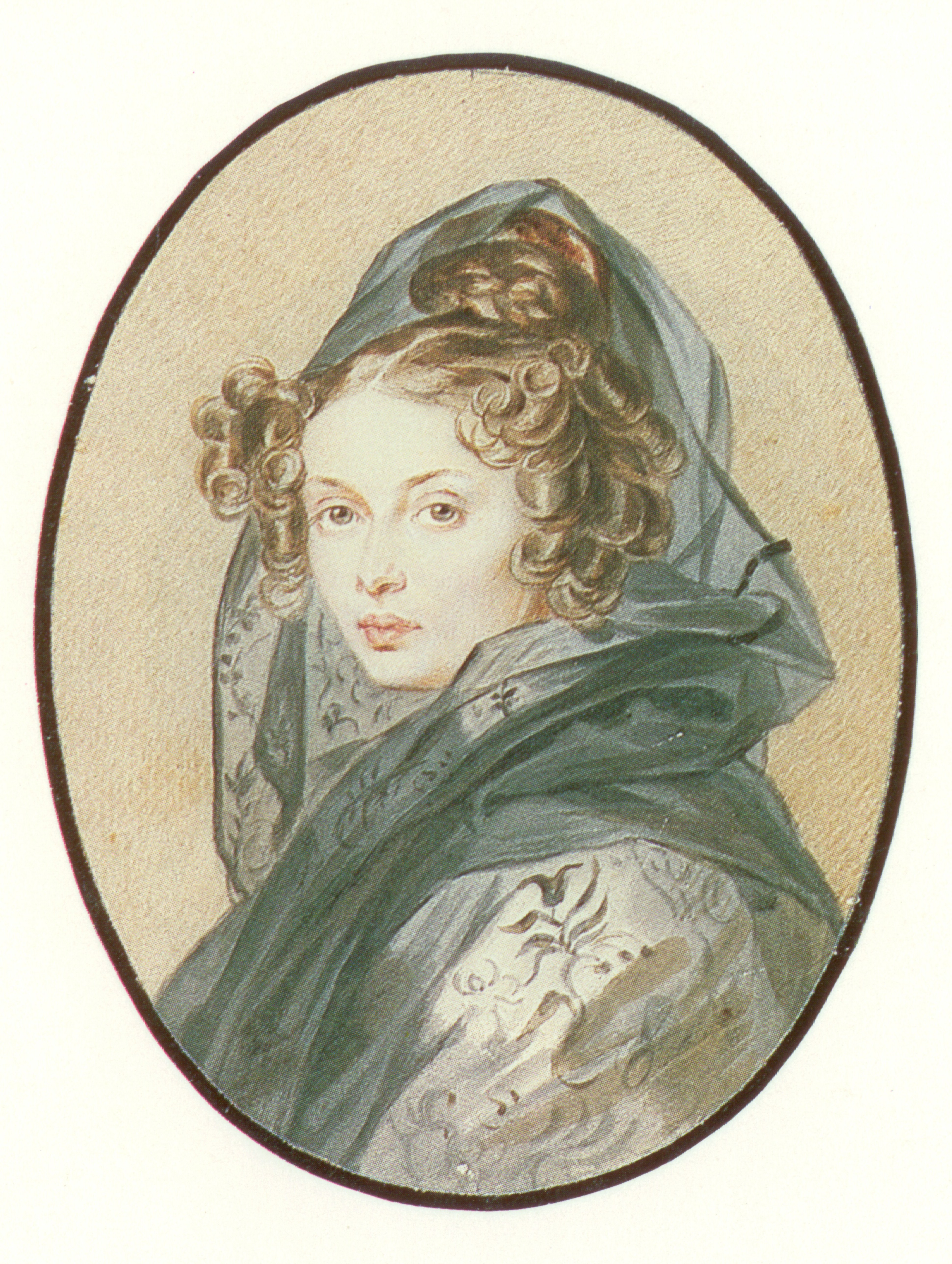
Олександра Муравйова

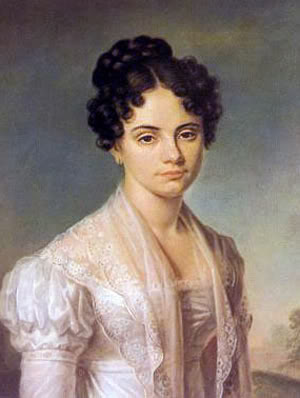
Марія Волконська

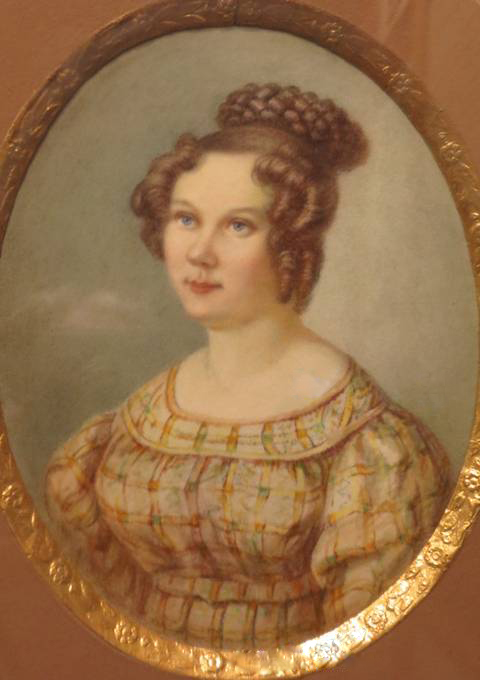
Катерина Трубецька

Декабристки — дружини, наречені, сестри засуджених до каторги декабристів, які добровільно поїхали за ними до Сибиру.

## У добровільному вигнанні
Верховний кримінальний суд у справі декабристів визнав винними 121 чоловіка, з них 23 були одружені, включаючи Аненкова. Усі одружені декабристи — офіцери, 15 належали до вищого офіцерства. Троє мали князівські титули (Волконський Сергій Григорович, Трубецькой Сергій Петрович, Шаховський Федір Петрович), двоє - барони Розен Андрій Євгенович і Штейнгейль. Волконський, Трубецькой, Наришкін, Муравйов були близькі до імператорського двору.
Виїжджаючи до Сибіру, вони втрачали дворянські привілеї та переходили на положення дружин каторжан: обмежувались права пересування, листування, розпорядження своїм майном. Дружинам декабристів було заборонено брати з собою дітей, а повернутися до Європейської частини Росії ім не завжди дозволялось навіть після смерті чоловіка.
Подолавши численні перешкоди і труднощі, першими (вже в 1827 році) на рудники Забайкалля приїхали Волконська Марія Миколаївна, Муравйова Олександра Григорівна і Трубецька Катерина Іванівна. В 1828 — 1831 роках до Петровського заводу і в Читу приїхали:
- наречена Аненкова Івана Олександровича —  Поліна Гебль,
- наречена Івашова Василя Петровича — Камілла Ле Дантю,
- дружина Давидова Василя Львовича — Давидова Олександра Іванівна,
- дружина Єнтальцева Андрія Васильовича — Єнтальцева Олександра Василівна,
- дружина  Наришкіна Михайла Михайловича — Наришкіна Єлизавета Петрівна,
- дружина Розена Андрія Євгенієвича — Розен Анна Василівна.
- дружина Фонвізіна Михайла Олександровича — Фонвізіна Наталія Дмитрівна,
- дружина  Юшневського Олексія Петровича — Юшневська Марія Казимирівна,
- сестра Бестужева Миколи Олександровича — Бестужева Е. О.

Наполегливо добивалися дозволу на виїзд до Сибіру багато хто із дружин, сестер, матерів декабристів, але Їм було відмовлено. Так мати декабристів Бестужевих довго клопоталася про дозвіл разом із доньками виїхати до синів в м. Селенгінськ, Микола I відмовив їй. Після її смерті дозвіл отримали сестри декабристів (1844 року).

## Пам'ять
Подвигу дружин декабристів присвячена поема Некрасова Миколи Олексійовича «Російські жінки», яка спочатку мала назву «Декабристки».
Одинадцяти дружинам декабристів, які перебували на засланні разом зі своїми чоловіками, у місті Тобольськ у 2008 році  у сквері поблизу історичного Завального кладовища встановлено пам'ятник.